# آی‌ان‌اس جوتی (ای۵۸)
آی‌ان‌اس جوتی (ای۵۸) (به انگلیسی: INS Jyoti (A58)) یک کشتی است که طول آن ۱۷۸ متر (۵۸۴ فوت) می‌باشد. این کشتی در سال ۱۹۹۵ ساخته شد.